# Herminio Álvarez
General Herminio Álvarez Moreno fue un militar mexicano que participó en la Revolución mexicana. 

## Biografía
Nació en La Ascensión, municipio de Aramberri, N.L., en 1880, siendo hijo de Octaviano Álvarez y de María Clemente Moreno. Fue un constitucionalista que operó con Luis Gutiérrez Ortiz en Coahuila, Nuevo León, San Luis Potosí y Zacatecas. También fue gobernador por su estado (San Luis Potosí) dos veces, una en 1914 y otra al año siguiente. A principios de octubre el general Herminio Álvarez se había hecho cargo de la gubernatura del estado y un poco después las tropas convencionistas entraron en la ciudad de San Luis Potosí, pero a finales de febrero, Francisco Villa nombró gobernador interino al coronel Emiliano G. Saravia en sustitución de Herminio Álvarez, sin embargo, a mediados de julio el general Emiliano G. Saravia tuvo que abandonar San Luis Potosí para unirse a Villa después de la derrota de Aguascalientes, por lo que las fuerzas constitucionalistas al mando de Herminio Álvarez tomaron entonces la ciudad y éste asumió el cargo de gobernador y comandante militar interino por segunda vez. Estuvo representado en la Convención de Aguascalientes por Isabel Balderas. Murió en la Ciudad de México el 22 de octubre de 1922.